# Пол — это лава!
«Пол — это лава!» — подвижная игра для двух и более человек. Играющие представляют, будто пол залит лавой и на нём нельзя находиться.

## Правила
Сначала выбирает водящего. Его задачей будет вывести из игры всех остальных.
Как только водящий выкрикнет: «Пол — это лава!», остальным нужно успеть за пять секунд залезть или запрыгнуть куда-то так, чтобы не касаться земли. Те, кто не успел, выбывают, и игра продолжается с оставшимися.
Обычно игрокам запрещается долго спасаться в одном и том же месте, не слезая. То есть между раундами (выкриками водящего) нужно слезть на землю и бегать.
Когда в эту игру играют на детской площадке, то обычно договариваются, что спасают только игровые сооружения. (То есть песок и различные напольные покрытия, вроде резиновой крошки, деревянных щепок, гравия, а также лежащие на земле предметы не спасают.) Также можно договариваться, что деревянные подмостки тоже считаются за пол. Ещё можно договориться, что спасают только конструкции (элементы) определённых цветов или цвета.

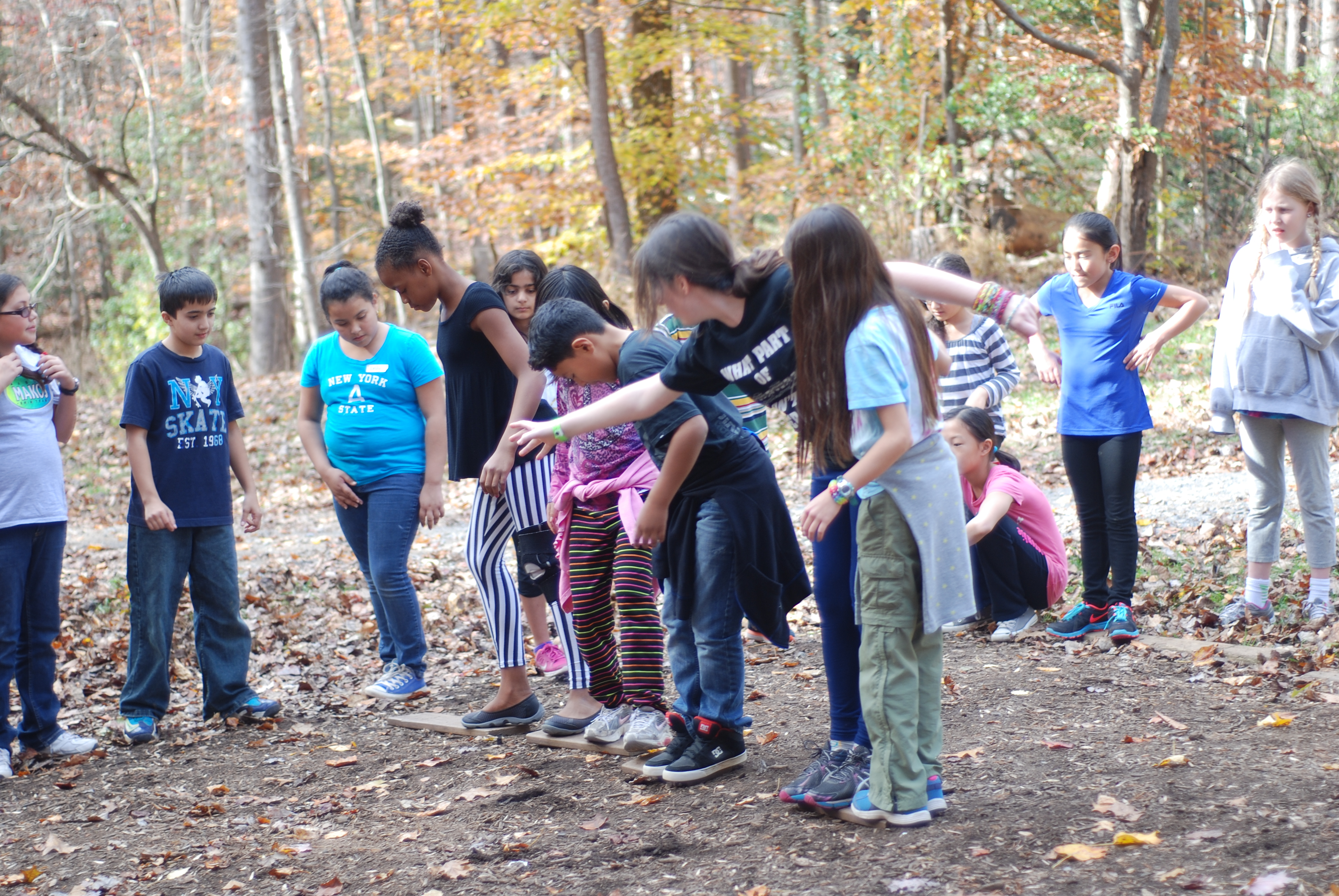
Дети играют в игру под названием «переправа через болото». У группы детей есть ограниченный набор островков (досок), которые они могут себе подкладывать, чтобы не утонуть. Нужно пересечь «болото».

Также распространена версия, в которой после того, как пол один раз стал лавой, на него уже нельзя ступать до конца игры. При этом может быть требование не сидеть на месте. Все лазают по мебели и перепрыгивают с предмета на предмет. (Например, можно переправляться через комнату, подкладывая себе предметы на пол.)

## Применимость на практике
Учёные Лестерского университета (Великобритания) выяснили, что в реальной жизни (с реальной лавой) игра закончилась бы через несколько секунд. Причём не имело бы значения, играли бы дома или на улице. Над лавой очень быстро поднялась бы температура воздуха, что привело бы к смерти всех игроков.
При своих расчётах они применили закон Стефана — Больцмана. Учли также конвективный теплообмен.
Учёные, однако, заключили, что теоретически можно было бы поиграть в другую версию этой игры, названную ими «стены это лава». Игровая комната должна не иметь потолка, а играющим следует стараться не вдыхать вулканические газы. Кроме того, игра должна быть достаточно короткой по времени.